# Карио, Чеки
Чеки́ Карио́ (фр. Tchéky Karyo [tʃeki kɑʁˈjo], тур. Tcheky Karyo, Baruh Çeki Karyo; род. 4 октября 1953, Стамбул) — французский актёр театра и кино сефардского происхождения.

## Биография
Карио родился в Стамбуле, Турция (имя при рождении —  Baruh Djaki Karyo), сын сефарда из Стамбула и еврейки из Салоники. Вырос в Париже, Франция. Когда он был молод, его семья переехала в Париж, Франция, где он вырос. Написание его имени, Djaki, было изменено на Tcheky /Чеки в форме французской транслитерации.
Он учился искусству драмы в театре Сирано и позже стал членом компании Дэниэла Сорано, играя многие классические роли. После этого Карио присоединился к Национальному Страсбургскому театру, принимая участие в современных и классических пьесах.
Позже он снялся в главных ролях в нескольких известных фильмах, таких как «Медведь», в котором он играл одного из охотников, и «Никита» режиссёра Люка Бессона, в котором он сыграл наставника-шпиона героини.
Он также снимался во многих фильмах Голливуда, зачастую исполняя роли французов, как и Жан Рено.
В 2014 и 2016 годах Карио исполнил роль Жюльена Батиста в популярном драматическом сериале BBC One / Starz «Пропавший без вести». Он получил высокую оценку критиков за свою работу.
В 2018 году Карио сыграл в фильме «Мария Магдалина» режиссёра Гарта Дэвиса по сценарию Хелен Эдмундсон.
Карио также является музыкантом и автором песен. В 2006 году он выпустил альбом Ce lien qui nous unit (англ. «Связь, которая связывает нас») и в 2013 году выпустил альбом Credo в день своего 60-летия.

## Награды
Карио был номинирован на премию премия «Сезар» самому многообещающему актёру за свою роль в фильме «Осведомитель». За свой актёрский талант получил в 1986 году награду Жана Габена.

## Личная жизнь
Был женат на французской актрисе Изабелле Паско.

## Фильмография
- 1982 — Возвращение Мартина Герра[фр.] / Le Retour de Martin Guerre — Огюстен
- 1982 — Toute une nuit
- 1982 — Que les gros salaires lèvent le doigt!!!
- 1982 — Осведомитель / La Balance
- 1983 — Вне закона / Le Marginal
- 1983 — La Java des ombres
- 1984 — Ночи полнолуния / Les Nuits de la pleine lune — Реми
- 1984 — Матрос 512[фр.] / Le Matelot 512 — Меченый
- 1984 — L’Air du crime
- 1985 — Шальная любовь / L’Amour braque — Микки
- 1985 — Grottenolm
- 1985 — Contes clandestins
- 1986 — L’Unique
- 1986 — Bleu comme l’enfer
- 1986 — États d'âme
- 1987 — Монах и колдунья / Le Moine et la sorcière
- 1987 — Spirale
- 1988 — Медведь / L’Ours
- 1988 — La Maison dans la dune
- 1989 — Australia
- 1990 — Corps perdus
- 1990 — Никита / Nikita
- 1990 — La Fille des collines
- 1990 — Vincent and Me
- 1991 — Isabelle Eberhardt
- 1991 — Нож / A Grande Arte — Эрмес
- 1991 — Мужья и любовники / La Villa del venerdì
- 1992 — L’Affût
- 1992 — Рисовальщик / Sketch Artist — Пол Корбел
- 1992 — 1492: Завоевание рая / 1492: Conquest of Paradise
- 1992 — L’Atlantide
- 1992 — Trop près des Dieux
- 1993 — And the Band Played On — доктор Розенбаум
- 1994 — La Cité de la peur: une comédie familiale
- 1994 — Нострадамус / Nostradamus — Нострадамус
- 1994 — L’Ange noir
- 1994 — Innocent Obsession
- 1995 — Zadoc et le bonheur
- 1995 — Плохие ребята / Bad Boys
- 1995 — Операция «Дамбо» / Operation Dumbo Drop
- 1995 — Плачущий убийца / Crying Freeman — детектив Нита
- 1995 — Золотой глаз / GoldenEye
- 1995 — Colpo di luna
- 1996 — Terra Estrangeira
- 1996 — Albergo Roma
- 1996 — To Have and to Hold
- 1996 — Va' dove ti porta il cuore
- 1997 — Habitat
- 1997 — Дурман любви / Addicted to Love
- 1997 — Доберман / Dobermann
- 1997 — Тысяча чудес Вселенной / Les Mille merveilles de l’univers — Джек Доусон
- 1998 — From the Earth to the Moon — HBO miniseries
- 1998 — Passaggio per il paradiso
- 1998 — Que la lumière soit
- 1999 — Командир эскадрильи / Wing Commander
- 1999 — Babel
- 1999 — Comme un poisson hors de l’eau
- 1999 — My Life So Far
- 1999 — Жанна д’Арк / The Messenger: The Story of Joan of Arc — Дюнуа
- 2000 — Арабские приключения / Arabian Nights — чёрный Кода
- 2000 — Спасите Грейс / Saving Grace
- 2000 — Патриот / The Patriot — Жан Вильнев
- 2000 — Король танцует / Le Roi danse — Мольер
- 2001 — Амели / Le Fabuleux destin d’Amélie Poulain — uncredited, man on photo in Nino’s photo album
- 2001 — Поцелуй дракона / Kiss of the Dragon
- 2002 — Хороший вор / The Good Thief
- 2002 — Cinemagique
- 2003 — Utopía
- 2003 — Земное ядро: Бросок в преисподнюю / The Core
- 2004 — Блуберри / Blueberry
- 2004 — Забирая жизни / Taking Lives
- 2004 — Tempesta
- 2004 — Ne quittez pas!
- 2004 — Долгая помолвка / Un long dimanche de fiançailles — капитан[фр.] Фавурье
- 2005 — Проклятые короли — Филипп IV Красивый
- 2005 — Д’Артаньян и три мушкетёра[фр.] (ТВ) / D’Artagnan et les Trois Mousquetaires — Ришельё
- 2007 — Месть бедняка / Jacquou le Croquant — Шевалье
- 2007 — Boxes (Les Boîtes) — Жан
- 2008 — Человек и его собака / Un homme et son chien — гитарист, сидящий на скамейке в парке
- 2010 — Путь / The Way — капитан Анри
- 2011 — Реквием по убийце[фр.] / Requiem pour une tueuse — Армянин
- 2011 — Отряд особого назначения / Forces spéciales — контр-адмирал Гюзеннек, глава Командования сил спецопераций[фр.] Франции
- 2011 — Неприкасаемые / Les Lyonnais — Серж Сюттель
- 2013 — Белль и Себастьян / Belle et Sébastien — Сезар
- 2014—2017 — Пропавший без вести / The Missing — Жюльен Батист
- 2018 — Мария Магдалина / Mary Magdalene — Елисей
- 2019 — Имя розы / The Name of the Rose — Иоанн XXII
- 2021 — Мой волк / Mystère — Брюно
- 2023 — Связь[англ.] / Liaison — Жозеф Миллер
- 2023 — История с лодкой[англ.] / Boat Story — Жюль-Батист Гримондель по прозвищу Портной